# Osownica
Osownica – rzeka, lewy dopływ Liwca o długości 40,71 km.
Płynie w województwie mazowieckim przez miejscowości: Kamionka, Czarnogłów, Ossówno, Makówiec Mały, Makówiec Duży, Drop, Joanin, Ruda-Pniewnik, Ruda-Czernik, Osęka, Księżyki, Strachówka, Dzierżanów, Jadów i w miejscowości Borzymy wpada do Liwca.
We wsi Makówiec Duży przecina drogę wojewódzką nr 637 a w pobliżu wsi Księżyki drogę krajową nr 50.